# Seznam perujskih boksarjev
Seznam perujskih boksarjev.

## R
- Oscar Rivadeneira
- Orlando Romero

## V
- Luis Villalta